# Tilva Roš
Tilva Roš ist ein serbischer Jugendfilm des Regisseurs Nikola Ležaić aus dem Jahr 2010. Er folgt einer Gruppe von Skateboardfahrern aus Bor, einen kleinen Stadt in Ostserbien, während deren ersten Sommerferien nach dem Abschluss des Gymnasiums. Tilva Roš ist eine Geschichte zum Thema Erwachsenwerden in einer Kleinstadt, erzählt in der Sprache einer urbanen Generation. Zwei unzertrennliche Freunde, Inlineskater, durchstreifen die Stadt, nehmen in stillgelegten Bergwerken waghalsige Videos auf und konkurrieren um die Zuneigung von Dunja, einem Teenager aus Frankreich.

## Festivals und Auszeichnungen
Tilva Roš wurde erstmals auf dem Sarajevo Film Festival aufgeführt, wo er einen Debütfilmpreis gewonnen hat und Marko Todorović als bester Schauspieler ausgezeichnet wurde.
Der Film wurde auf mehr als 20 internationalen Filmfestivals (Rotterdam, Warsaw, Thessaloniki, Miami, Buenos Aires, San Francisco etc.) gezeigt und hat mehrere Preise bekommen.
Am 11. Oktober 2011 wurde Tilva Roš für den 2011 European Film Awards in der Kategorie European Discovery - Prix Fipresci für das beste Spielfilmdebüt im Jahr 2011 nominiert.
- Serbienpremiere: am 26. Januar 2011 in Bor
- Internationalpremiere: Internationales Filmfestival von Locarno am 8. August 2010
- Deutschlandpremiere: Stuttgarter Tage des serbischen Films vom 9. bis 12. Dezember 2012, Stuttgart